# CO2-Preis mit Klimaprämie

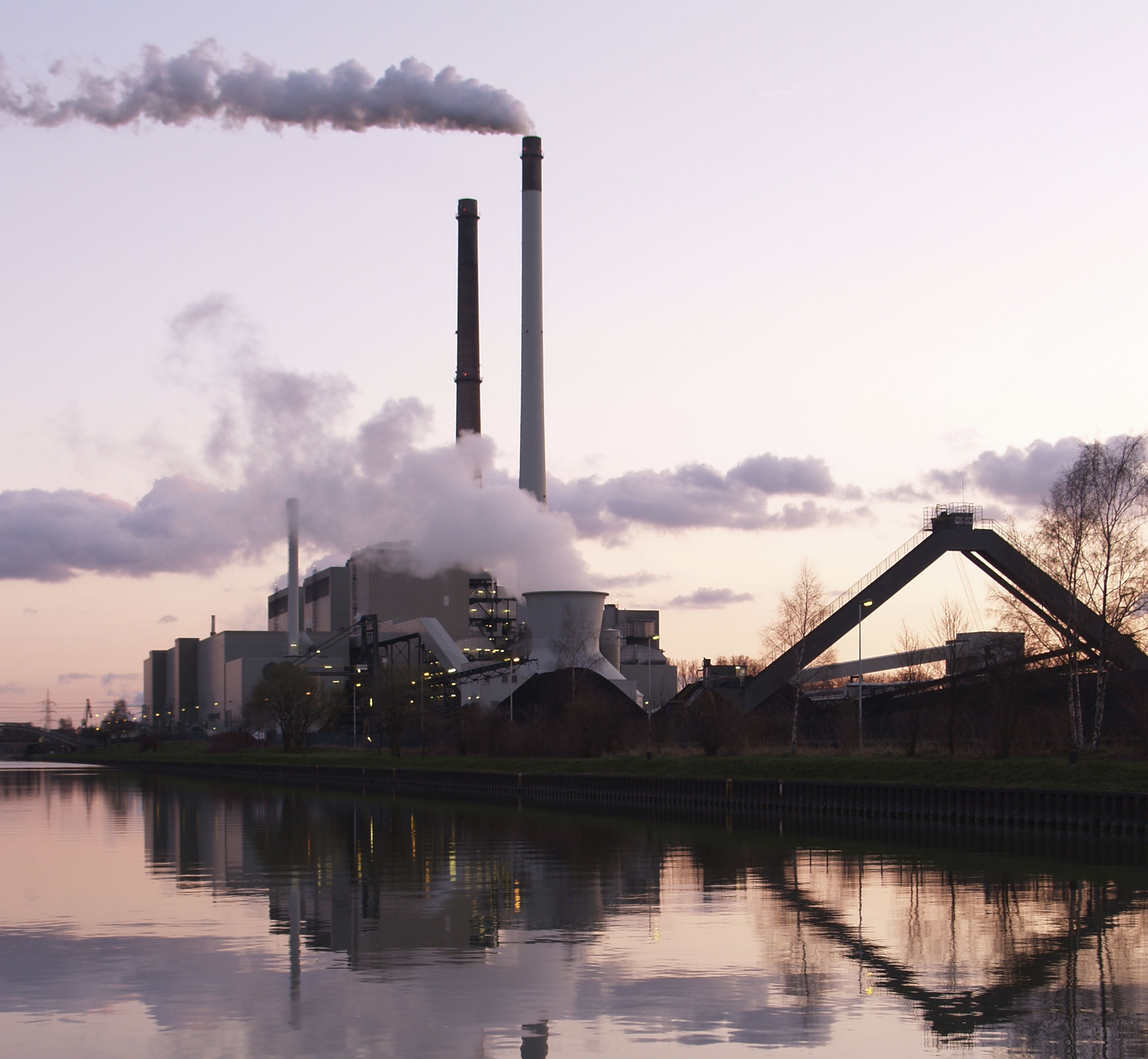
Ein Kohlekraftwerk. Die Einführung eines Fee-and-dividend-Systems würde fossile Brennstoffe wie Kohle, Erdöl und Erdgas verteuern und nicht kohlenstoffbasierte Energieformen im Wettbewerb stärken.

Schema: CO_{2}-Preis mit Klimadividende

Ein CO2-Preis mit Klimaprämie (englisch: Carbon Fee and Dividend), in Österreich Klimabonus, ansonsten auch Klimageld, Energiegeld, Klimadividende, Pro-Kopf-Ausschüttung oder – seltener und etwas missverständlich – Ökobonus oder Öko-Bürgergeld genannt, bezeichnet eine Abgabe auf die fossilen Energieträger Kohle, Erdöl und Erdgas, die vollständig oder teilweise in Form einer Dividende an die Bürger ausgeschüttet wird, wobei jeder Bürger die gleiche Summe zurückerstattet erhält. Werden 100 % der Einnahmen aus einer CO2-Bepreisung an die Bürger erstattet, profitieren alle, die das Klima im Vergleich zur Gesamtbevölkerung unterdurchschnittlich belasten. Die Höhe der Abgaben soll im Laufe der Zeit ansteigen und fließt in die Preise fossiler Energieträger ein, was diese schrittweise verteuert. Dadurch entsteht ein finanzieller Anreiz, den Verbrauch an fossilen Brennstoffen zu verringern, was zur Schonung des Weltklimas beiträgt.
Das System verknüpft eine CO2-Bepreisung, die mittels Emissionshandel nach der Cap-and-Trade-Methode oder mittels CO2-Besteuerung erfolgen kann, mit einer speziellen Form der Einnahmeverwendung. Die Klimaprämie bewirkt in der Regel einen sozialen Ausgleich. Da einkommensschwache Bürger meist das Klima wesentlich weniger belasten als einkommensstarke, würden Haushalte mit geringem Einkommen mehr erhalten als sie bezahlen, wenn sämtliche Einnahmen aus der CO2-Bepreisung zu gleichen Teilen an die Bürger zurückerstattet würden.
In der Schweiz wird dieses System mit der Lenkungsabgabe bereits im Heizenergiesektor praktiziert, wobei zwei Drittel der Einnahmen an die Bürger ausgeschüttet werden.

## Struktur

Ausgleichender Effekt eines CO_{2}-Preises mit Klimadividende bei Haushalten mit unterschiedlich hohem CO_{2}-Fußabdruck

Die Klimaprämie wird englisch als Fee and dividend bezeichnet. Sie besteht aus Abgaben (fee) und Auszahlungen (dividend). Das Fee-and-dividend-System wird von seinen Befürwortern als Möglichkeit gesehen, der Wirtschaft und Gesellschaft eine Chance zu einem geordneten Übergang in ein postfossiles Zeitalter zu geben.
So würden der Wirtschaft durch die steigende Belastung fossiler Energieträger weitere Anreize gegeben, mit weniger dieser Energie auszukommen und verstärkt alternative Techniken zu entwickeln. Die Bürger erhielten mit der Dividende ebenfalls einen Anreiz, weniger fossile Energie zu verbrauchen. Denn wer weniger an Abgaben in den allgemeinen Topf einzahlt als der durchschnittliche Verbraucher, bekommt dennoch die für alle gleiche Rückvergütung ausgezahlt. Dies kann als eine Art finanzieller „Ausgleich“ für einen vergleichsweise sparsamen Umgang mit fossiler Energie verstanden werden. Wer hingegen überdurchschnittlich viel fossile Energien nutzt, zahlt über die Abgaben mehr in den allgemeinen Topf ein, als durch die Rückvergütung ausgeschüttet wird. In vielen Fällen dürfte das System so zu einer Umverteilung von einkommens- und konsumstärkeren Schichten hin zu einkommens- und konsumschwächeren Schichten führen.

## Zweckbindung
Systeme einer CO2-Bepreisung mit Klimaprämie oder anderen Formen einer Rückerstattung sehen in der Regel eine aufkommensneutrale Ausgestaltung und somit meist eine Zweckbindung des Aufkommens vor.
In Deutschland sind sogenannte Verwendungszwecksteuern möglich, es gilt aber für öffentliche Haushalte das Gesamtdeckungsprinzip. D.h. keine Ausgabenleistung (hier: die Auszahlung an die Bürger) darf von dem tatsächlichen Aufkommen irgendeiner Steuer (hier: die CO2-Steuer) abhängig gemacht werden (§ 7 Haushaltsgrundsätzegesetz (HGrG); Grundsatz der Gesamtdeckung). Entsprechend wäre der Gesetzgeber frei, jedes Jahr im Rahmen der Haushaltsberatungen neu zu entscheiden, wie die Einnahmen aus der CO2-Steuer genutzt werden sollen. Ein Rechtsanspruch des steuerpflichtigen Bürgers auf eine bestimmte Verwendung besteht nicht.

## Politische Unterstützung

### USA
Die Einführung einer CO2-Steuer in den USA mit vollständiger Rückverteilung der Einnahme in pro Bürger gleicher Höhe forderten mehr als 3500 US-Ökonomen, darunter 27 Nobelpreisträger und vier ehemalige Vorsitzende der Federal Reserve, in einer Erklärung, die im Januar 2019 im Wall Street Journal veröffentlicht wurde. Eine solche Steuer sei „der kosteneffektivste Hebel, um Kohlendioxid-Emissionen zu reduzieren“, so die Ökonomen. Die Klimadividende würde maximale Fairness und politische Machbarkeit gewährleisten.
Für ein Fee and dividend in den USA setzt sich u. a. die Klimaschutzorganisation Citizens’ Climate Lobby (CCL) ein. Der Vorschlag der Citizens’ Climate Lobby wurde am 24. Januar 2019 als Energy Innovation and Carbon Dividend Act (H.R. 768) im US-Repräsentantenhaus eingebracht und wird dort in verschiedenen Ausschüssen und Unterausschüssen behandelt.
Mit James E. Hansen spricht sich auch einer der bekanntesten Klimaforscher für fee and dividend aus.
Der Vorsitzende des Risikokapital-Investors Roda Group Dan Miller spricht sich in einem TED Talk 2014 für die Einführung eines Fee-and-dividend-Systems aus.

### Deutschland
Seit 2015 gibt es auch in Deutschland mehrere aktive Gruppen der Bürgerlobby Klimaschutz (CCL-D), die politische Entscheidungsträger über das Prinzip eines Fee-and-dividend-Systems informieren. In Europa existiert zwar, anders als beispielsweise in den USA, bereits ein Emissionsrechtehandel, dieser wird durch die günstige Verfügbarkeit der Zertifikate am Markt und seiner Beschränkung auf einzelne Sektoren wie z. B. Kraftwerke seiner geplanten Lenkungsaufgabe derzeit allerdings kaum gerecht. Die Bürgerlobby Klimaschutz plädiert deshalb für einen stufenweisen Übergang zu einem Fee-and-dividend-System. Mehrere deutsche Parteien sehen in ihren Wahlprogrammen zur Bundestagswahl 2021 neben einer CO2-Bepreisung eine Rückerstattung vor: Die Partei Bündnis 90/Die Grünen fordert einen CO2-Preis in Höhe von 60 €, der über ein sogenanntes „Energiegeld“ an die Bürger zurückfließen soll. Grüne und Experten der Umweltschutzorganisation Greenpeace definieren das Energiegeld als Rückzahlung an alle. Das Umweltbundesamt sieht die Begriffe Klimaprämie, Pro-Kopf-Klimabonus, Öko-Bonus und Energiegeld in der Diskussion ähnlich verwendet.
In Deutschland gibt es seit 2021 eine CO2-Bepreisung im Gebäude- und Verkehrssektor durch den nationalen Brennstoffemissionshandel (nEHS). Das Umweltbundesamt schlägt für eine sozialverträgliche Gestaltung der CO2-Bepreisung vor, den größten Teil der Einnahmen aus dem nEHS als Klimaprämie an die Bürger zurückzuerstatten. Mit etwa 70 % der Einnahmen aus dem nEHS ließen sich die zusätzlichen Kosten der Haushalte im Durchschnitt ausgleichen. Die unteren Einkommensschichten würden dadurch netto entlastet werden, die mittleren würden netto nicht zusätzlich belastet. Wichtig seien zusätzliche Regelungen für Härtefälle. Eine Klimaprämie in gleicher Höhe für jeden Bürger ließe sich zu relativ geringen Verwaltungskosten umsetzen.
2021 einigten sich die Parteien der Ampelkoalition im Koalitionsvertrag der 20. Wahlperiode des Bundestages auf die Einführung eines „Klimagelds“.
Robert Habeck (Minister für Wirtschaft und Klimaschutz im Kabinett Scholz) sagte, der Staat übernehme die EEG-Umlage beim Strompreis. Fast alle Einnahmen aus dem CO2-Preis flössen so an die Menschen zurück. Der Verbraucherzentrale Bundesverband widersprach: die Gesamteinnahmen durch den CO2-Preis seien deutlich höher als die Entlastung bei der EEG-Umlage.
Laut Bundesfinanzministerium ist es ab 2025 technisch möglich, Klimageld auszuzahlen. Es müsse allerdings noch eine politische Entscheidung zur Ausgestaltung des Klimagelds getroffen werden. Derzeit seien alle Einnahmen aus dem CO2-Preis für andere Ausgaben verplant.
Die Wirtschaftsweise Veronika Grimm forderte im Dezember 2023 die Einführung des Klimageldes: „Das Klimageld hätte von vorne herein – vor dem Anstieg der CO2-Bepreisung – etabliert werden sollen“, „Dann wäre glasklar, dass die zunehmende CO2-Bepreisung keine Steuererhöhung, sondern einfach ein Lenkungsinstrument ist.“ Nach ihrer Berechnung würde beispielsweise eine vierköpfige Familie bei einem CO2-Preis von 45 Euro mehr als 650 Euro Klimageld pro Jahr zurückbekommen, bei einem CO2-Preis von 55 Euro seien es mehr als 800 Euro pro Jahr.
Finanzminister Lindner (Kabinett Scholz) sagte im Januar 2024, die Umsetzung solle nicht vor der Bundestagswahl 2025 erfolgen.
Die Ampelkoalition scheiterte im November 2024; die für September 2025 terminierte Bundestagswahl wurde auf den 23. Februar 2025 vorgezogen. Die CDU/CSU nominierte Friedrich Merz zu ihrem Kanzlerkandidaten und schrieb in ihr Wahlprogramm, sie wolle mit den Einnahmen aus dem Emissionshandel den Strompreis senken, anstatt sie den Bürgern als Klimageld zu überweisen.

## Beispiele

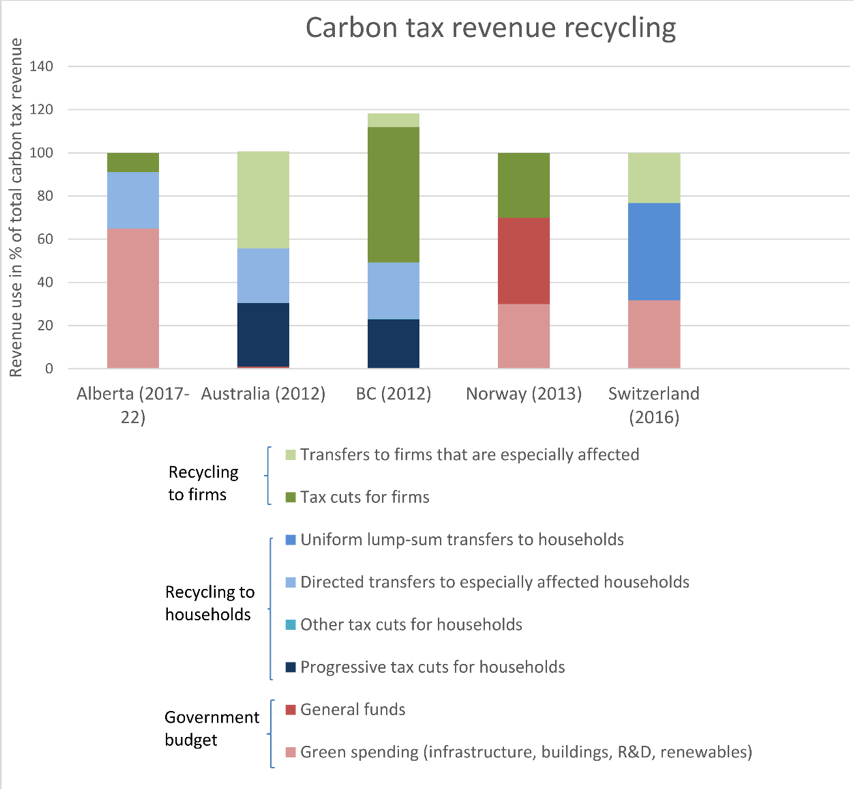
Verwendung der Einnahmen in einigen Ländern mit CO_{2}-Steuer

### Schweiz
In der Schweiz gibt es seit Januar 2008 eine Lenkungsabgabe zur Reduktion der CO2-Emissionen aus Heizöl, Kohle und Erdgas, soweit diese für die Gebäudeheizung verwendet werden. Der Teil der Einnahmen, der von der Bevölkerung gezahlt wurde, wird zu zwei Dritteln gleichmäßig an alle Personen mit Wohnsitz in der Schweiz rückerstattet. Ausgezahlt wird die Klimaprämie über die Schweizer Krankenversicherer in Form einer Reduzierung der Krankenkassenbeiträge, die Höhe wird in der Prämienmitteilung ausgewiesen. Weil in der Schweiz die Krankenversicherung verpflichtend ist, erreicht diese Form der Rückerstattung den gesamten Adressatenkreis. Die Abgabe berücksichtigt nur Emissionen aus dem Gebäudesektor, andere, etwa der Transportsektor, sind unberücksichtigt. Im Jahr 2021 erhält jede in der Schweiz wohnende Person etwa 74 Franken aus den Einnahmen der CO2-Abgabe.
Einnahmen aus der 2020 beschlossenen Flugticketabgabe und der Abgabe Allgemeine Luftfahrt werden künftig mindestens zur Hälfte als Pro-Kopf-Klimaprämie an in der Schweiz wohnende Bürger und, abhängig von der Lohnsumme, Unternehmen ausgeschüttet.
Über klimaschädliche Produkte hinaus werden in der Schweiz mit der VOC-Abgabe auch leicht flüchtige organische Lösungsmittel (VOC) gegenüber umweltfreundlicheren Substanzen für die Konsumenten verteuert und die Einnahmen ebenfalls rückverteilt.

### Österreich
Gleichzeitig mit dem Inkrafttreten der CO2-Bepreisung wurde in Österreich ein Klimabonus eingeführt, den alle Menschen mit Hauptwohnsitz in Österreich erhalten. Er wird jährlich ausbezahlt und über die Einnahmen aus der CO2-Bepreisung finanziert. Der Klimabonus besteht aus einem Sockelbetrag, der jedes Jahr neu festgelegt wird, und einem regional gestaffelten Zuschlag, der abhängig von der Infrastruktur und dem öffentlichen Verkehrsangebot am Wohnort von null bis 100 % betragen kann. Kinder und Jugendliche erhalten die Hälfte. Rechtsgrundlage ist das Klimabonusgesetz.
Für das Jahr 2022 kam eine Sonderregelung zur Geltung: als Antwort auf die hohe Inflation wurde statt eines Sockelbetrages von 100 Euro und einem Regionalausgleich von bis zu 100 Euro ein Fixbetrag in Höhe von 250 Euro ausbezahlt, der noch um weitere 250 Euro Anti-Teuerungsbonus aufgestockt wurde. Im Jahr 2023 kam erstmalig die ursprünglich geplante Regelung zur Anwendung, mit einem Sockelbetrag von 110 Euro. Für das Jahr 2024 wurde der Sockelbetrag auf 145 Euro erhöht.

### Kanada
In Kanada legt seit 2018 der Greenhouse Gas Pollution Pricing Act (GGPPA) einen Rahmen für die CO2-Bepreisung fest. Kanadische Provinzen können eigene Systeme zur CO2-Bepreisung einführen, müssen dabei aber die Rahmenbedingungen des GGPPA einhalten, darunter einen Mindestpreis. Andernfalls greift ein nationales System, das aus zwei Komponenten besteht: große industrielle Emittenten müssen an einem Emissionshandelssystem teilnehmen, auf Brennstoffe wird eine CO2-Abgabe (fuel charge) erhoben.
Wenn Provinzen freiwillig am nationalen Preissystem teilnehmen, werden die Einnahmen aus dem nationalen System an die Provinzen gezahlt, in denen Abgaben erhoben worden sind. Im Fall von Provinzen, die zwangsweise unter das nationale System fallen, erhalten deren Bürger als Teil ihrer Steuerrückerstattung eine Pro-Kopf-Klimaprämie (Climate Action Incentive) aus etwa 90 % der in ihrer Provinz angefallenen Einnahmen aus der CO2-Abgabe.
Einzelne Provinzen, die eigene CO2-Preissysteme implementiert haben, erstatten ebenfalls Einnahmen als Pro-Kopf-Rückvergütung an ihre Bevölkerung.